# Етьєн Сміт
Етьєн Сміт (англ. Ettiene Smit, нар. 15 червня 1974, Йоганнесбурґ, Південна Африка) — південноафриканський стронгмен, шестиразовий переможець національного змагання Найсильніша людина Південної Африки. У 2009 та 2010 роках брав участь у змаганні Найсильніша людина світу, однак не пройшов відбірковий тур. 
Народився в місті Йоганнесбурґ, Південна Африка. У віці 26 років розпочав силові тренування а вже за п'ять років вперше виграв змагання за звання Найсильнішої людини Південної Арфики. З 2004 по 2009 роки він не поступався цим званням жодного разу, в підсумку вигравши це змагання шість разів. Також у 2009 та 2010 роках брав участь у змаганні Найсильніша людина світу, однак не пройшов відбірковий тур. Нині володіє рестораном в місті Преторія, Південна Африка.

## Власні показники
- Присідання з вагою - 290 кґ
- Вивага лежачи - 240 кґ
- Мертве зведення - 405 кґ